# Feuchtbodensiedlung
Feuchtbodensiedlungen sind Ansammlungen von Holzbauten auf dauerfeuchtem oder intermittierendem Untergrund, wie er sich an Seeufern und in Moorgebieten findet.

## Bauweise

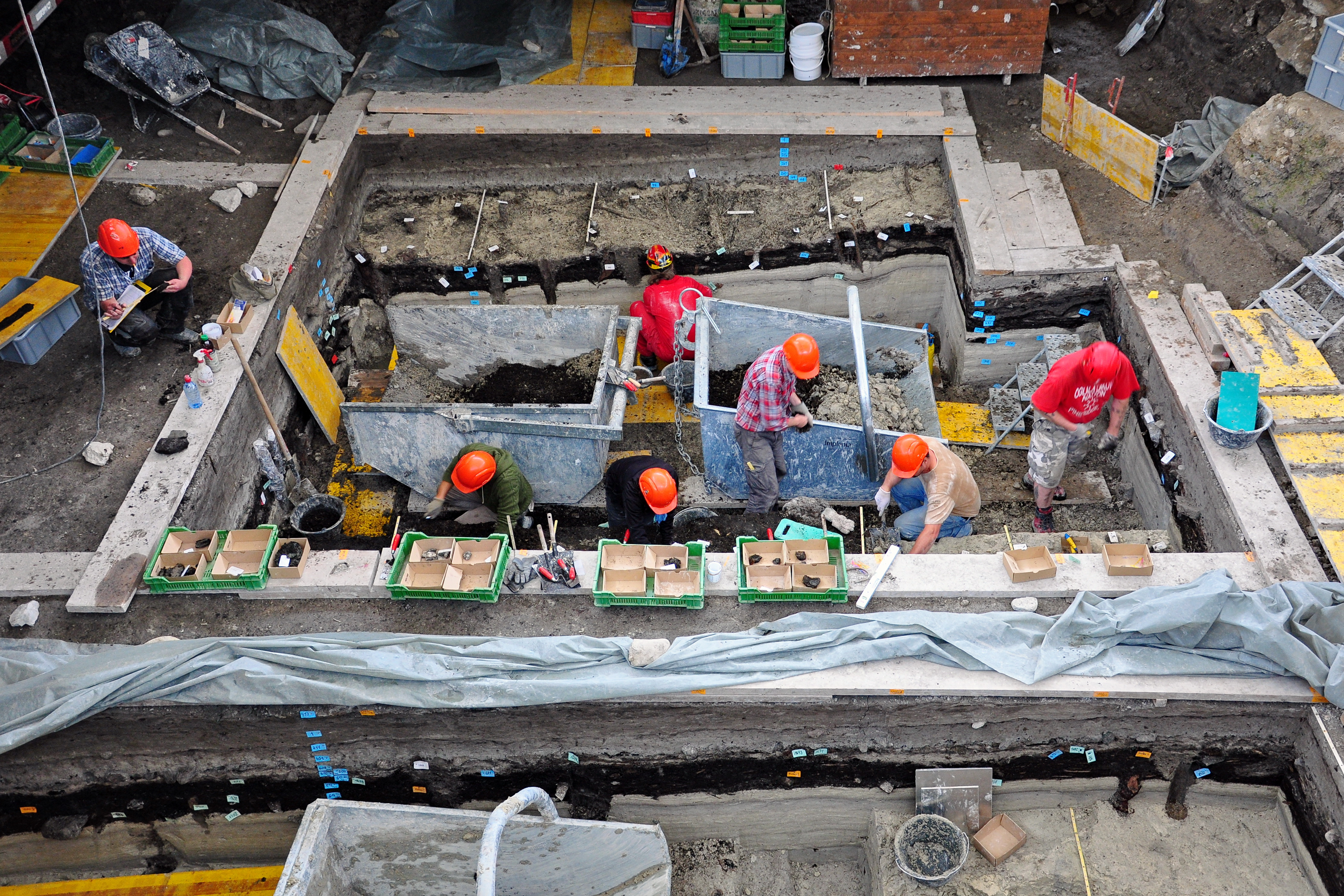
Ausgrabung der Feuchtbodensiedlung im Umfeld des Kleinen Hafners, Zürichsee

### Fundament
Grundsätzlich bestehen zwei unterschiedliche Bauformen: An kleinen Seen, insbesondere mit Verlandungszonen, die Niedermoorcharakter aufweisen, wurden Häuser ohne oder mit einfachen Fundamentstrukturen errichtet. In Einzelfällen wurde Lehmestrich direkt auf den Moorboden aufgebracht, in den meisten Fällen gab es sogenannte Prügelböden auf einer oft mehrlagig, gitterförmig verlegten Reisigunterlage.
An den großen Alpen- und Voralpenseen ist die Bauweise eine andere, weil dort mit einem intermittierenden Wasserspiegel gerechnet werden musste. Hier ist die Befundlage allerdings oft durch die Wirkung des Wassers stark beeinträchtigt. Daher sind Rekonstruktionen methodisch schwierig. Die Interpretationen reichen von ebenerdigen Konstruktionen über Blockhaussockel verschiedener Form bis zum Pfahlbau. Pfähle wurden entweder bis auf tragende Schichten im Untergrund gesetzt oder lediglich 'schwimmend' gegründet, d. h., sie wurden durch Reibung in den weichen Sedimenten gehalten.

### Baukörper
Alle Häuser weisen rechteckige Grundrisse auf. Typisch ist die zweischiffige Bauweise, ein- und dreischiffige Konstruktionen kommen selten vor. Die Größe reicht von 6 bis 75 m². An Wandformen kommen Flechtwerk zwischen Ständern, senkrechte Bohlen sowie horizontale Stangen- und Bretterwände vor. Mehrfach finden sich auch die verschiedenen Formen an ein und demselben Gebäude. Wände waren entweder mit Lehm verputzt oder mit Moos ausgestopft. Im Inneren der Häuser sind Herdstellen und vereinzelt auch Backöfen nachgewiesen. Quer- und Längswände zur Unterteilung der Bauten in einzelne Räume sind häufig erhalten, ebenso wie lang ausgezogene Dächer, die einen Vorplatz schützen. Die Dächer waren in der Regel einfache Satteldächer, bei kleinen Bauten ohne Mittelständer kommen auch Sparrendächer in Frage. Schindeln aus Nadelholz sind mehrfach als Dachbedeckung nachweisbar. Funde von Rindenstreifen werden ebenfalls als Material zum Decken von Dächern interpretiert. Bei vermuteten Dächern aus Reet und Gras sind keinerlei Spuren erhalten oder zu erwarten. In den Häusern überwiegt die Wohnnutzung. Hinzu kommen Lagerflächen und vereinzelt die Kleintierhaltung. Auf Niedermoorstandorten mit ebenerdiger Bauweise sind gelegentlich auch Wohnstallhäuser mit Großviehhaltung nachgewiesen.

## Geschichtliche Entwicklung
Vorgänger der Feuchtbodensiedlungen finden sich an Binnengewässern der Mittelmeerraums und in Mazedonien sowie möglicherweise auch an den Brackwasserlagunen der südfranzösischen Küste. Die ersten echten Feuchtbodensiedlungen entstehen Mitte des 5. Jahrtausends v. Chr. beinahe zeitgleich in der Cardial- oder Impressokultur- und der Vasi-a-bocca-quadrata-Kultur in Norditalien, während nördlich der Alpen die Bandkeramische Kultur keine vergleichbaren Bauten errichtet. Hier setzen sie mit der Egolzwiler Kultur sowie um 4250 v. Chr. in der Aichbühler- und Schussenrieder Gruppe ein. Es folgen Nachweise in Slowenien und am Keutschacher See in Kärnten. Im Endneolithikum um 3500 v. Chr. ist das zirkumalpine Phänomen bereits zwischen der Franche-Comté und Slowenien über weitere Kulturen in Deutschland, der Schweiz und Österreich verbreitet. Nach einem Rückgang zur Zeit der Glockenbecherkultur, etwa 2500 v. Chr. lebt es um 1750 v. Chr. in dem Gebiet (ausgenommen Bayern und Österreich) wieder auf, verebbt nach kurzer Zeit erneut und erreicht seine letzte Phase mit der Urnenfelderkultur in der Endbronzezeit.

## Verbreitung
Der Siedlungstyp ist vom Neolithikum durch die Bronzezeit bis in die Eisenzeit nachgewiesen. Die mit Abstand größte Verbreitung findet sich rund um die Alpen, mit Schwerpunkten im nördlichen Alpenvorland, dem Salzkammergut, der Bodenseeregion und Norditalien mit der Po-Ebene (wo sie als Terramare bezeichnet werden). Vereinzelte Funde sind aus anderen Teilen Europas bekannt.
Im zircumalpinen Raum sind rund 500 Siedlungen nachgewiesen, die zumeist mehrere Straten aufweisen, so dass von weit über 1000 Einzelsiedlungen ausgegangen werden kann.

## Siedlungsstrukturen
Siedlungsstrukturen sind wegen der besonderen Funddichte nur in der Schweiz und Südwestdeutschland gut erforscht. Siedlungen entstanden zunächst aus nebeneinander angeordneten Einzelbauten in der Egolzwiler Kultur und der Cortaillod-Kultur. Die Häuser waren mit dem Giebel zum Ufer hin ausgerichtet und in einer, manchmal auch zwei Zeilen hintereinander platziert. In der Aichbühler und Schussenrieder Kultur wurde dieselbe Anordnung etwas weniger dicht und streng aufgenommen. Die Pfyner Kultur ordnet die Einzelhäuser mit der Traufseite zum See und wesentlich dichter an. Ab etwa 3500 v. Chr. treten auch Straßendörfer auf, die sich beidseitig an einem Weg aufreihen. Diese Siedlungsweise verbreitet sich vom Bodensee über die Zentralschweiz bis zum Lac de Chalain im französischen Département Jura. Mit wenigen Ausnahmen sind die Siedlungen sehr dicht bebaut. Häufig sind sie von Zäunen oder Palisaden umgeben. Die Siedlungsgröße schwankt von Streusiedlungen mit nur zwei oder drei Häusern bis zur (protourbanen) Siedlung mit über 100 gleichzeitig genutzten Häusern.
An den großen Voralpenseen lassen sich Ketten gleichzeitig genutzter Siedlungen im Abstand von zwei bis drei Kilometern nachweisen. Im Endneolithikum lässt sich auch die Anordnung mehrerer aufeinander bezogener Siedlungen in sogenannten Siedlungskammern nachweisen. Hier entstehen wohl auch Haupt- und Nebensiedlungen.

## Nutzungsdauer
Typisch ist eine nur kurze Nutzungsdauer der Häuser und häufige Neukonstruktion. Dendrochronologische Untersuchungen ergaben ein typisches Alter der Bauten im Jungneolithikum von nur 4–20 Jahren. Die Siedlungen wurden 5–40 Jahre genutzt, in Ausnahmefällen 40–80 Jahre. Später nimmt die Stabilität der Bauten und die Nutzungsdauer zu, jetzt sind Reparaturen an Häusern statt Abriss und Neubau häufiger nachzuweisen. Gebäude werden nun bis zu 60 und in Einzelfällen 120 Jahre genutzt.

## Wichtige Fundorte
Alle Pfahlbauten im Umkreis der Alpen wurden 2011 unter dem Namen Prähistorische Pfahlbauten um die Alpen in das UNESCO-Welterbe aufgenommen. Dabei handelt es sich um 111 direkt benannte Siedlungsorte sowie alle weiteren bekannten oder noch entdeckten Pfahlbausiedlungen als Assoziierte Stationen.